# حماضاوية
الحماضاوية (الاسم العلمي: Rumiceae) هي قبيلة من النباتات تتبع فصيلة البطباطية من الرتبة القرنفليات.

## أجناس الحماضاوية
- الحماض (الاسم العلمي:Rumex) وهو الجنس النموذجي لهذه القبيلة.
- الحمباز (الاسم العلمي:Emex)
- الراوند (الاسم العلمي:Rheum)
- الأوكسيريا (الاسم العلمي:Oxyria)